# Hocherbalm
Die Hocherbalm ist eine Alm in den Chiemgauer Alpen und ein Gemeindeteil von Ruhpolding.
Ein großes Almgebäude der Hocherbalm steht unter Denkmalschutz und ist unter der Nummer D-1-89-140-30 in die Bayerische Denkmalliste eingetragen.

## Baubeschreibung
Das große Almgebäude der Hocherbalm hat ein Blockbau-Obergeschoss und ein Salzburger Halbwalmdach und ist an der Firstpfette mit dem Jahr 1875 bezeichnet. Im Kern soll das Gebäude aus dem Jahr 1624 stammen.

## Geschichte
Der Eigentümer gibt an, das Almgebäude stamme aus dem 16. Jahrhundert, es verweist jedoch auf ein mit dem Jahr 1624 bezeichnetes und  im Haus eingemauertes Weihwasserstein, was auf das 17. Jahrhundert hindeutet.
Nach dem letzten Besitzerwechsel im Jahr 2008 wurden 2018 umfangreiche Sanierungsmaßnahmen durchgeführt und die Sennerei reaktiviert.

## Heutige Nutzung
Die Hocherbalm ist bestoßen und bewirtet.

## Lage
Die Hocherbalm liegt nordöstlich vom Hochfelln auf einer Höhe von 1035 m ü. NHN und ist zu Fuß von einem Wanderparkplatz oder der Mittelstation der Hochfellnbahn in 15 bis 20 Minuten erreichbar.